# Lake Austin
Lake Austin är en sjö i Australien. Den ligger i delstaten Western Australia, omkring 520 kilometer norr om delstatshuvudstaden Perth. 
Omgivningarna runt Lake Austin är i huvudsak ett öppet busklandskap. Trakten runt Lake Austin är nära nog obefolkad, med mindre än två invånare per kvadratkilometer. Genomsnittlig årsnederbörd är 341 millimeter. Den regnigaste månaden är juni, med i genomsnitt 55 mm nederbörd, och den torraste är oktober, med 7 mm nederbörd.